# Point souscrit (devanagari)
Pour les articles homonymes, voir point souscrit (homonymie).
Cette page contient des caractères spéciaux ou non latins. S’ils s’affichent mal (▯, ?, etc.), consultez la page d’aide Unicode.
Le point souscrit ou nuqtā est un signe diacritique de l’alphasyllabaire devanagari placé sous certaines consonnes pour en modifier la valeur, utilisé en particulier pour transcrire des consonnes qui n’existaient pas en sanskrit.